# Samuraj

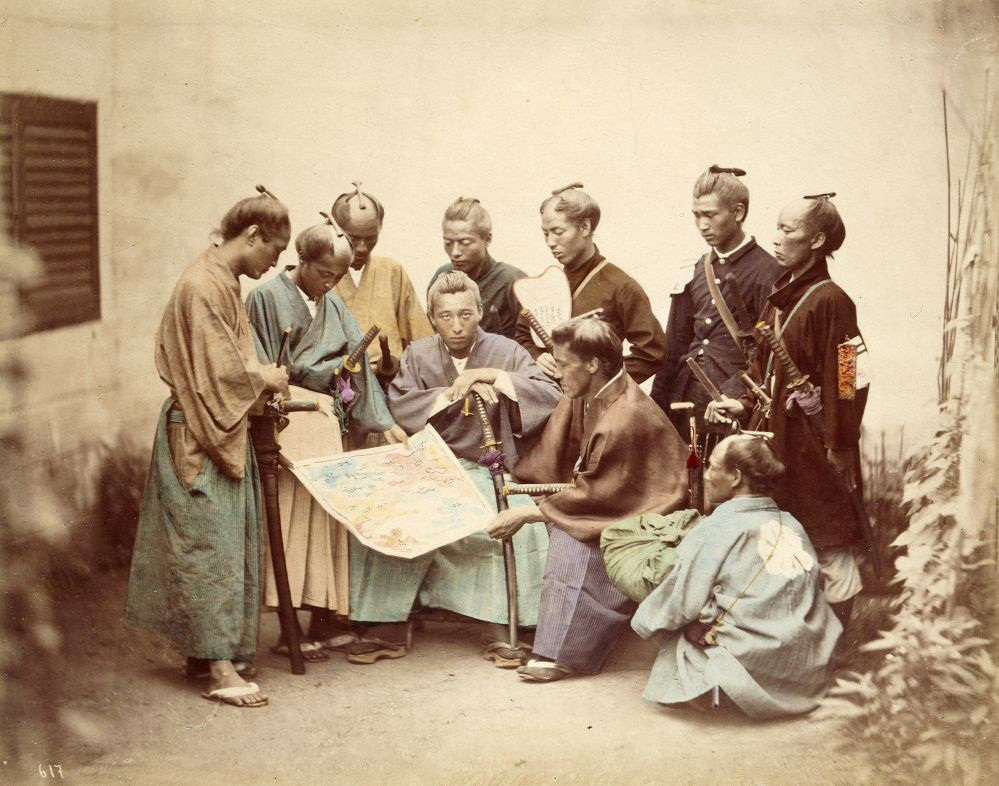
Satsuma-samurajer under Boshinkriget.

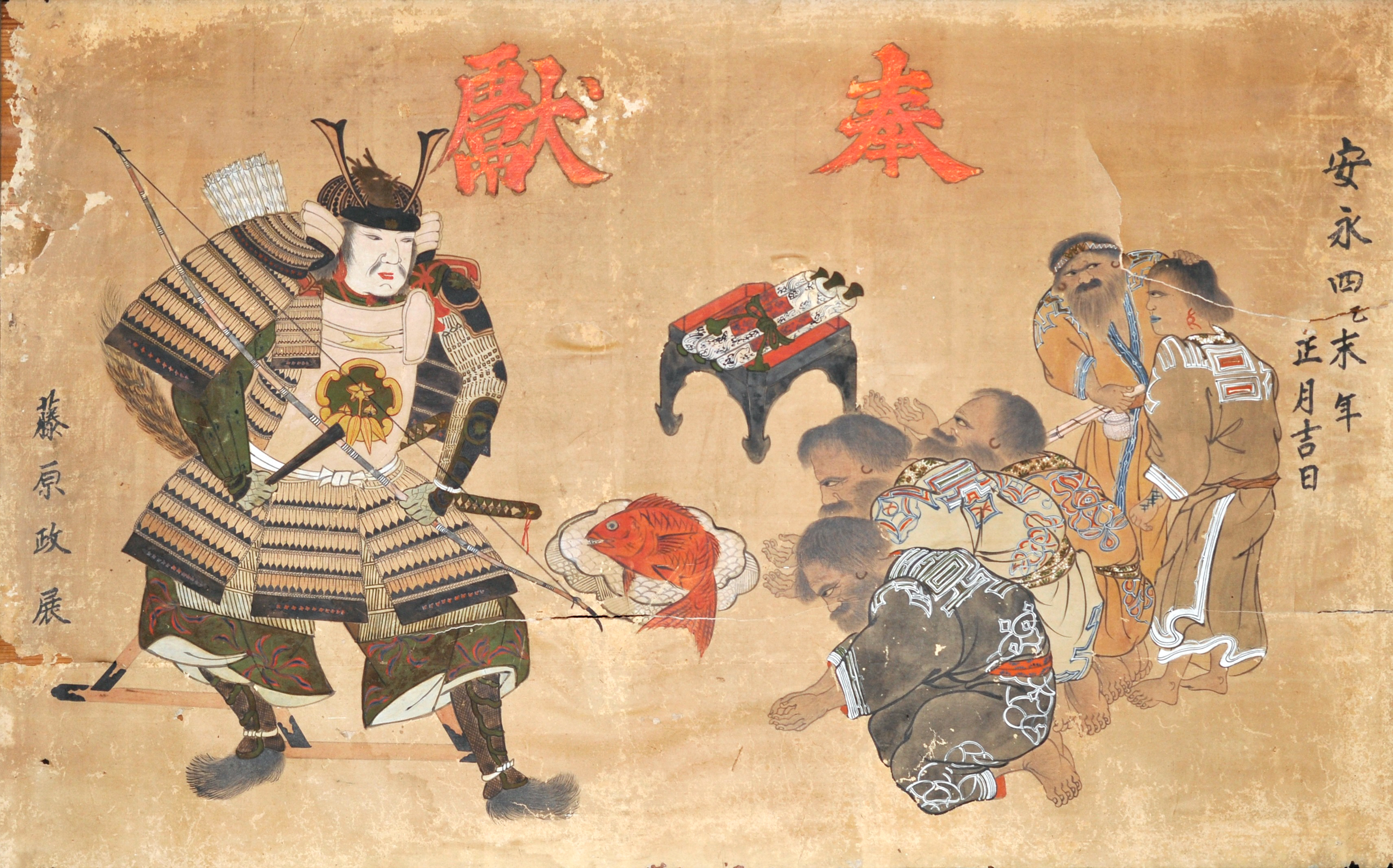
Samuraj med Ainufolk på Hokkaido.

Samuraj (japanska 侍, samurai, ”att tjäna”) avser vanligen adliga krigare i det feodala Japan (700–1800-talet). De tillhörde den högsta samhällsklassen, den feodala krigaradeln buke. Även termen bushi, ”krigare”, förekommer. En hederskodex, Bushidō (”krigarens väg”), som beskrev hur en samuraj skulle leva och dö publicerades av Inazō Nitobe i hans bok “Bushido: The Soul of Japan” året 1899. Dock finns det väldigt lite konkreta historiska bevis på att en sådan kodex fanns under feodala Japans tid. Nitobes bok blev mycket populär utomlands trots detta, och bidrog till en positiv bild av den japanska krigarkulturen bland kända västerländska personer, till exempel Theodore Roosevelt. Nitobes beskrivning av Bushido var viktig i den japanska armén ända fram till andra världskrigets slut, och förblir signifikant för diplomatiska förhållanden mellan Japan och utlandet.

## Historia
"Samuraj" nämns för första gången i ett dokument från Heian-perioden (794-1185). Själva ordet ”samuraj” betyder ”att tjäna” och åsyftar i början av 700-talet de vasaller förläningar då de svor lojalitet till kejsaren och tjänade honom. En samuraj tjänade i allmänhet under en länsherre, daimyo. En herrelös samuraj kallades för en ronin.
Under de stora krigen var antalet döda så stort att samurajklassen blev decimerad. Istället började man träna bönder att strida. Dessa kallades ashigaru (”lätta fötter”). Antalet samurajer i förhållande till vanliga soldater i krig var mycket lågt.
År 1603 slutade sengoku-jidai – ”tiden då landet var i krig” – med att Tokugawa Ieyasu blev den förste Tokugawa-shogunen. Under Edoperioden (1603–1867) minskade samurajernas militära betydelse och samurajerna ägnade sig allt mer åt byråkratiska sysslor. De blev igen ett slags aristokrati, ungefär som i den gamla kinesisk-inspirerade kejsartiden på 700-talet fast nu runt shogunen istället. Hierarkin var mycket strikt och icke-samurajer var rättslösa gentemot samurajer.
Den siste shogunen Tokugawa Yoshinobu avsattes 1868 och överlämnade sin makt åt kejsar Meiji. Det blev den så kallade Meijirestaurationen 1868 då man avskaffade samurajernas privilegier, bland annat rätten att bära två svärd. Detta ledde till en rad samurajuppror av vilket det största och sista var Satsumaupproret 1877. Under Meijiperioden omorganiserades ståndssamhället och samurajfamiljerna blev till den nya klassen shizoku.
Det fanns även kvinnliga samurajer i det feodala Japan. Under åtta århundraden stred kvinnor i otaliga slag och belägringar. Utgrävningar från japanska slagfält bekräftar att närmare 30 procent av krigarna var kvinnor. Bland dessa var arméledaren Takeko Nakano (1847–1868), som ledde en självständig samurajarmé under Boshinkriget, den mest ryktbara.

## Beväpning och krigföring

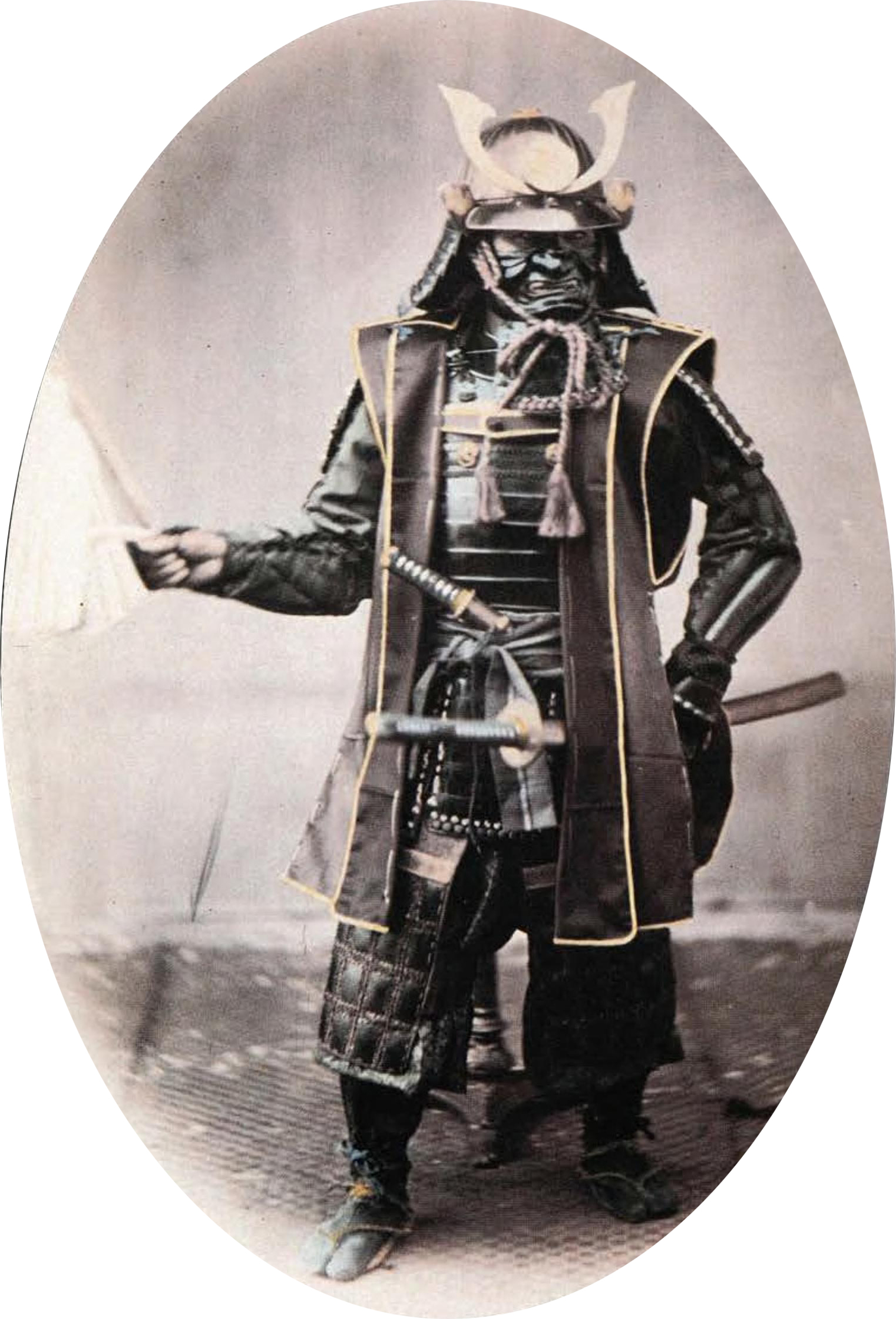
Samuraj i rustning, ungefär 1860. Fotografi av Felice Beato.

Samurajens beväpning har genomgått betydande förändringar under Japans historia, präglade av både teknologiska framsteg och förändrade krigsförhållanden. 
Under sena Heian-perioden (794–1185) och fram till den tidiga Muromachi-perioden (1186-1336) var samurajens primära vapen pilbågen, yumi (弓), som främst användes från hästryggen. Samurajen, till skillnad från sin europeiska motsvarighet – riddaren – fungerade i första hand som en beriden bågskytt, i likhet med andra framstående asiatiska krigare såsom mongoler, hunner och turkar. Den japanska krigskonsten under denna tid präglades av en stark betoning på individuell ära och prestation. Krigarna stred främst för att upphöja sig själva och sin herres ära, där personliga stordåd var nyckeln till att klättra i status och samhällsställning. Striden inleddes ofta med en bågskytte-duell mellan de två härernas främsta skyttar, och övergick då till närstrid om skyttet inte avgjorde striden. Detta var en vanlig företeelse, då deras stora (men tunga och mindre flexibla) rustningar, (Ō)yoroi (鎧), skydde väl mot pilar med stora axelsköldar och ansikts- och nackskydd.
När samurajen tvingades till närstrid till häst använde denne naginata, ett tvåhandsfattat glavliknande stångvapen, som agerade som samurajens sekundära vapen. Naginata var lika effektivt på att både  hugga nedåt mot fotsoldater och mot andra beridna ryttare till häst, samt på fots bekämpa ryttare och deras hästar.
Vid sidan av dessa huvudvapen var samurajen även utrustad med tachi-svärdet, en föregångare till det mer kända katana-svärdet, samt det kortare tantō-svärdet. Dessa svärd användes dock främst som reservvapen, lämpade för trånga utrymmen eller när andra vapen var otillgängliga. Tachi var längre och bars med eggen nedåt, medan katana, som introducerades under den senare Muromachi-perioden, var kortare och bars med eggen uppåt. 
När väl duellen hade vunnits av någon part, slutade det med att den segrande parten hade vunnit mycket stor ära. Man tog då sin motståndares huvud som en trofé och presenterade det för sin herre, samtidigt som man redogjorde för de stordåd och meriter som den avlidne hade uppnått under sitt liv. Utifrån hur mäktig fienden hade varit och hur tappert man hade kämpat belönades man med titlar, status, förläningar och guld. 
Även om vissa konflikter avgjordes genom dessa dueller, utgjorde de oftast endast ett förspel till den huvudsakliga striden. Samurajerna stred sällan ensamma, utan kämpade tillsammans med sina väpnare, följeslagare och de bönder som hade uppbådats för striden. Själva striden hade ofta karaktären av skärmytslingar, där samurajerna opererade i mindre grupper och manövrerade oftast längs formationernas flanker, medan de uppbådade bönderna stred i glesa formationer. Väpnarna och följeslagarna var oftast utrustade med naginata och pilbåge och bar på en lättare och mer flexibel rustning kallad dō-maru (胴丸). De följde vanligtvis med samurajen till häst eller till fots till strid och bistod sin herre både genom att understödja och kämpa vid hans sida. 
De mongoliska invasionsförsöken mot Japan (1274 och 1281) avslöjade svagheter i de traditionella japanska krigskonsten. Mongolerna använde sig av välorganiserade och disciplinerade, täta massformationer av kinesiska och koreanska soldater, som understöddes av mongoliskt tungt och lätt kavalleri, vilket ledde till början av förändringar i den traditionella japanska krigskonsten.
Mot slutet av Muromachi-perioden och fram till början av Edo-perioden befann sig Japan i ett tillstånd av nästan oavbrutet inbördeskrig. Den militära härskaren, shogunen, hade förlorat både sin auktoritet och sitt grepp om landet. Detta maktvakuum gav de inflytelserika länsherrarna som samurajerna tjänade kallade daimyō friheten att föra krig mot varandra i ambitionen att expandera sina territorier och stärka sitt inflytande. Denna kaotiska tid ledde till betydande förändringar inom den japanska krigföringen, där nya taktiker och strategier utvecklades för att möta de växande arméernas krav och de ständigt skiftande förhållandena på slagfälten. 
Till exempel började samurajerna bytte till den lättare och mer flexibla dō-maru-rustningen, vilket tillät dem att strida längre och bättre till fots.  I mitten av Muromachi-perioden (1400-talet) hade naginata hade blivit nästan helt ersatt av spjutet, Yari (槍), av både samurajerna, som nu stred till fots som tungt infanteri och till häst som tungt chockkavalleri, och professionella och halv-professionella fotsoldater kallade ashigaru (足軽), som stred i täta formationer och utgjorde en konstant växande andel av hären.   Den legendariska svärdskämpen Miyamoto Musashi, menade att naginata ett vapen som var underordnad spjutet, då det var huvudsakligen ett defensivt vapen, medan spjutet kunde ta initiativet och användas på offensiven, samt att det var ett enkelt och kostnadseffektivt vapen att producera. Spjutets längd och typ kunde variera från nätta och snabba kortspjut, till lansliknande spjut som användes av samurajerna till häst, till pikliknande spjut som användes av de allt mer viktiga och mångtaliga ashigaru.
Under samma period introducerades eldvapen i Japan. Den europeiska luntlåsarkebusen, som i Japan kom att bli kallad teppō och tanegashima, importerades från portugisiska handelsmän, och kom snabbt att ersätta pilbågen som det primära avståndsvapnet. Under mitten och slutet av 1500-talet hade den inhemsk produktion av luntlåsarkebusen tagit fart, och snart var både samurajer och ashigaru utrustade med detta nya moderna vapnet. 
Utöver de primära vapnen som samurajerna brukade sig av användes också mer specialiserade vapen för specifika ändamål. Bland dessa fanns det stora tvåhandsfattade svärdet ōdachi/nodachi, samt det svärdstavsliknande nagamaki och den massiva, tvåhandsfattade träklubban kanabō. Dessa vapen, även om de var mindre vanliga, spelade viktiga roller i specifika taktiska sammanhang.
Efter de kaotiska krigen under Sengoku-perioden inleddes Edo-perioden, en tid av relativ fred under Tokugawa-shogunatet. Under denna period förändrades samurajens roll från krigare till administratör och byråkrat. Vapenteknologins utveckling, tillsammans med freden, ledde till att traditionella slagfältsvapen såsom spjut, pilbågar och eldvapen förlorade sin framträdande roll. Istället blev katana – som tidigare haft en mer praktisk funktion – en symbol för samurajens status och ära.
Katana fick en romantiserad ställning som det mest kännetecknande för samurajen. Under Azuchi- och Edo-perioderna förbjöds icke-adliga att bära svärd, vilket ytterligare förstärkte katana-svärdets symboliska värde. Samtidigt ersattes praktisk stridsträning av ritualiserade former av kampkonst och kampsport, såsom kendo, där katana blev central.

## Chonmage
Frisyren var kännetecknande för samurajen, men det var inte förrän i vuxen ålder som samurajen fick bära den fullständiga samurajfrisyren. Små samurajpojkar fick nöja sig med en hästsvans. Frisyren innebar att hjässan rakades från pannan och bakåt. Sedan fästes det lagom långa håret i en hög hästsvans som smordes in med fett för att hålla. Den största skymf som kunde visas mot en samuraj var att skära av honom hans chonmange.

## Samurajer i modern kultur
Även om samurajer som klass inte längre finns kvar, lever samurajen kvar som en viktig symbol för det historiska Japan och för den klassiska krigarmoralen. De avbildas ofta i filmer, tv-serier, böcker och manga – såväl i Japan som i resten av världen. Rester av deras stridskonst lever kvar i de moderna budoarterna såsom jujutsu, kendo, iaido, aikido och kyudo. Det finns fortfarande samurajer kvar; somliga arbetar till vardags på kontor och samlas i stora grupper på helgerna och återuppför de berömda slagen. De skådespelen kallas Garan-bushi.

## Rustning
Redan på 700-talet bar japanska krigare en form av plåtrustningar, som utvecklades till de rustningar som bars av samurajer. De första typerna av japanska rustningar som identifierades som samurajrustningar kallades o-eroi och do-maru. Dessa tidiga samurajrustningar var tillverkade av små individuella skalor som kallades kozane. Kozane var tillverkade av antingen järn eller läder och bands ihop till små remsor som lackerades för att skydda kozane från vatten. Flera remsor av kozane syddes sedan ihop med siden- eller lädersnören och formades till en hel bröstrustning (doe eller doo). En komplett uppsättning eroi vägde 66 pund.
Do-maru är en åtsittande cuirass med en flerdelad kjol, utformad för att möta efterfrågan på lättare rustningar. Do-maru, med sin plåtkonstruktion och montering på höger sida, bars ursprungligen i det feodala Japan av infanterister beväpnade med tabardvapen.
Gusoku-rustningen gav skydd åt ansiktet, låren och ryggen. Ryggen hade många användningsområden, som att bära en flagga. Gusoku-stilen, liksom plåtrustningen där dōu fram och bak är gjorda av en solid järnplatta med ett upphöjt centrum och V-formad botten, kallades specifikt nanban dou gusoku (västerländsk gusoku-stil). Olika andra komponenter i rustningen skyddade samurajens kropp. Hjälmen (kabuto) var en viktig del av samurajens rustning. Den kombinerades med shikoro och fukigaeshi för att skydda huvudet och nacken.
Ett klädesplagg som bars under alla rustningar och kläder kallades fundoshi, även känt som ländkläde. Samurajernas rustningar förändrades och utvecklades i takt med att samurajernas metoder för krigföring förändrades under århundradenas lopp.